# 25316 Comnick
25316 Comnick è un asteroide della fascia principale. Scoperto nel 1999, presenta un'orbita caratterizzata da un semiasse maggiore pari a 2,8084821 UA e da un'eccentricità di 0,1806004, inclinata di 17,32655° rispetto all'eclittica.